# Supercoppa austriaca 2024 (pallavolo femminile)
La Supercoppa austriaca 2024, 3ª edizione della Supercoppa nazionale femminile di pallavolo, si è svolta il 28 settembre 2024: al torneo hanno partecipato due squadre di club austriache e la vittoria finale è andata per la seconda volta al Ti-Volley Innsbruck.

## Regolamento
La formula ha previsto una gara unica.

## Squadre partecipanti
| Squadra             | Qualificazione                                                    |
| ------------------- | ----------------------------------------------------------------- |
| Klagenfurt          | Finalista Coppa d'Austria 2023-24                                 |
| Ti-Volley Innsbruck | Vincitrice Coppa d'Austria 2023-24/Austrian Volley League 2023-24 |

## Torneo
| 28 settembre 2024 JUFA-Arena, Bleiburg Durata: 1h:30 - Spettatori: 200 | Klagenfurt | 0 - 3 | Ti-Volley Innsbruck | 22-25, 16-25, 20-25 |